# Hasan Can Kaya
Hasan Can Kaya (* 16. Dezember 1989 in Güngören, İstanbul) ist ein türkischer Komiker und Stand-up-Comedian.

## Leben und Karriere
Kaya wurde am 16. Dezember 1989 in Güngören geboren. Während er als Drehbuchautor für die Fernsehserie 1 Erkek 1 Kadın
arbeitete, beschloss er mit der Unterstützung seiner Arbeitskollegen, Stand-up-Comedy zu machen. Er begann regelmäßig Stand-Up-Comedy beim Restaurant Leman Kültür Beşiktaş zu machen. Januar 2020 begann er mit den Dreharbeiten zu seinem ersten Projekt namens Konuşanlar Talk Show. Im Dezember 2020 wurde die Talk Show Konuşanlar auf die Plattform Exxen verlegt und die auf YouTube hochgeladenen Episoden wurden vom Netz genommen.

## Filmografie

### Filme und Serien
- 2021: Stand Up Evreni
- 2021–2022: Konuşanlar
- 2021: Bir Yeraltı Sit-com'u

## Auszeichnungen
- 2020: Life & Beauty Awards in der Kategorie „Bestes Internetformat“
- 2020: 10. Sosyal Medya Ödülleri in der Kategorie „Beste Talkshow“[5]
- 2021: Yılın En İyi Talk Show Programı in der Kategorie „Talkshow des Jahres“[6]
- 2016: Terakki Vakfı Okulları in der Kategorie „Lobenswerte Schauspielerin“
- 2022: Kültür Üniversitesi Kariyer Ödülleri[7]